# Angelika Cawdor Lažanská
Lady Angelika Cawdor Lažanská, rozená hraběnka Lažanská z Bukové a Chyše (v britském prostředí Angelica Campbell née Lazansky von Bukowa, Countess Cawdor, * 17. února 1944, zámek Chyše) je česká britská šlechtična původem ze starého českého rodu Lažanských z Bukové, provdaná hraběnka Cawdor. Působila v oblasti zahradnictví a ekologického zemědělství.

## Život

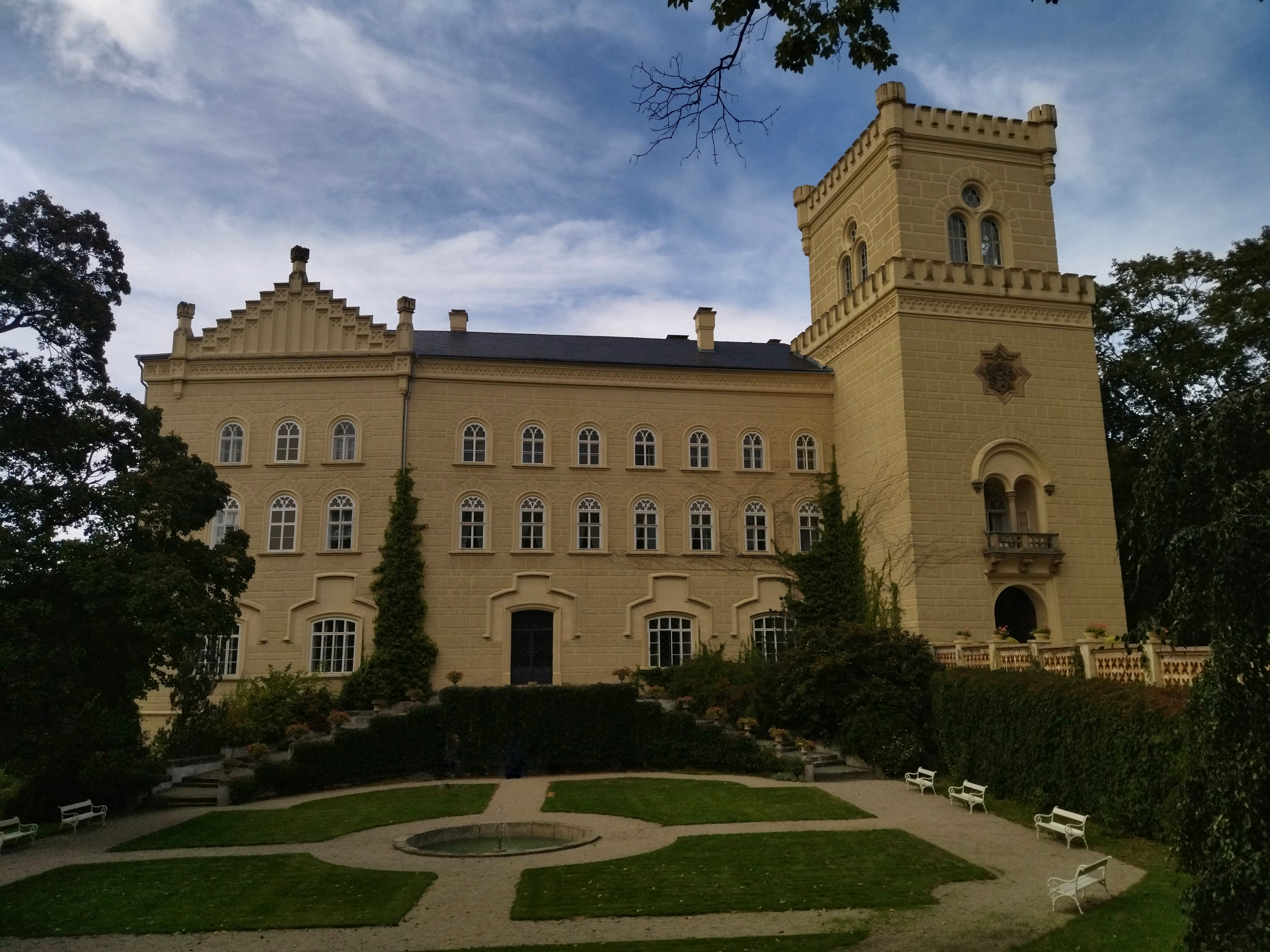
Nově zrekonstruovaný zámek Chyše.

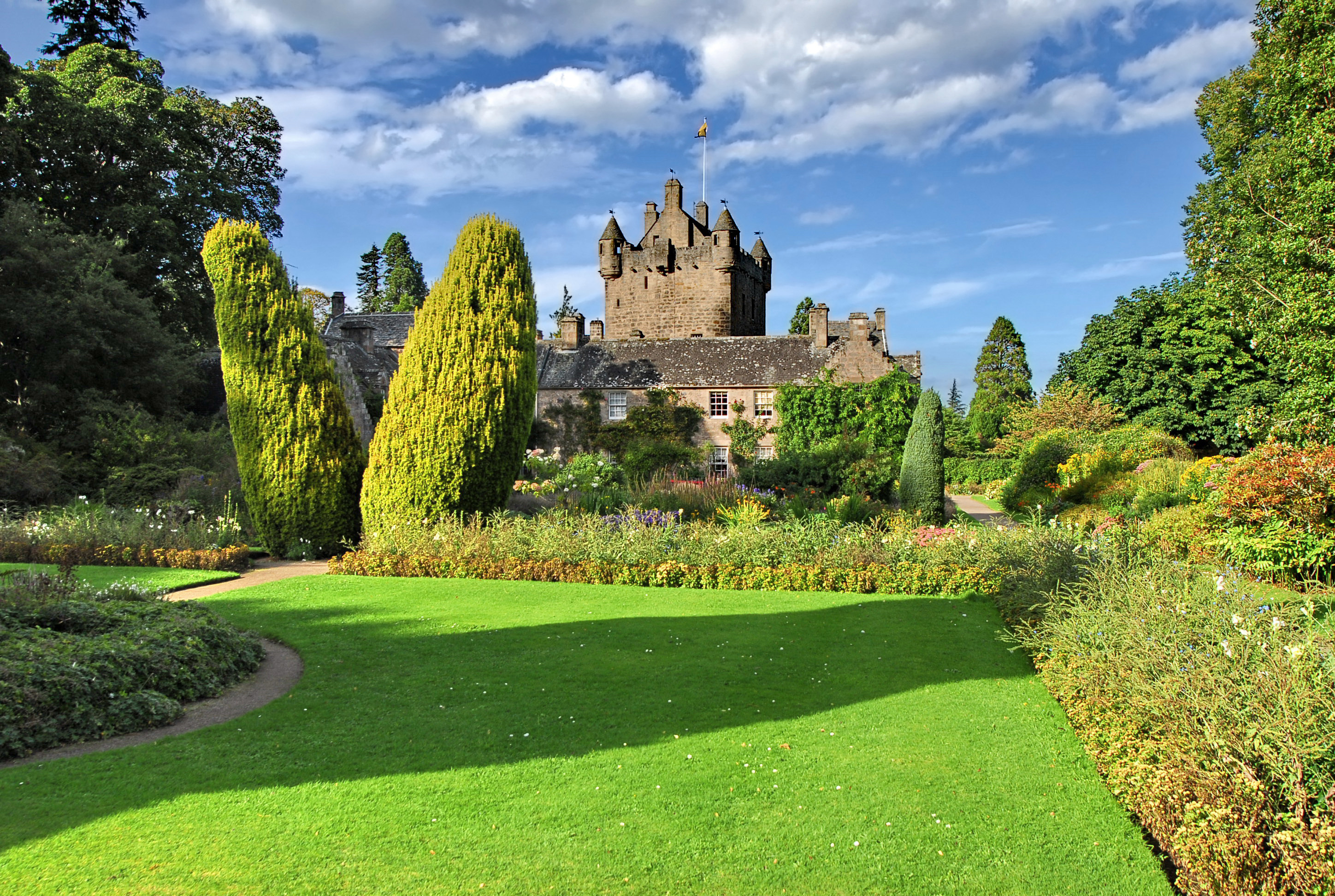
Hrad Cawdor.

Narodila se jako dcera českého šlechtice Prokopa IV. Lažanského z Bukové a jeho manželky Ingeborg, rozené z Königswaldu.
Její matka byla  průkopnici ženského letectví a na rodovém panství v Chyši měla vlastní letiště a hangár. Otec za nacistické okupace přijal německé občanství, proto byla v roce 1945 její rodina na základě Benešových dekretů po druhé světové válce vyvlastněna a nucena vystěhovat se ze země. Odcestovali do Rhodesie, dnešního Zimbabwe, kde v roce 1969 zemřel její otec.
V roce 1979 se provdala za anglického šlechtice Hugha Johna Vaughan Campbella, 6. hraběte z Cawdoru (6. 9. 1932 – 20. 6. 1997). Po sňatku žili manželé na hradě Cawdor ve Skotsku. Hrad je velmi atraktivní pro turisty, neboť se zde odehrává děj tragédie Macbeth Williama Shakespeara, a právě na tomto hradě měl být zavražděn skotský král Duncan I. To však historicky není možné, neboť Duncan zemřel v roce 1057, zatímco hrad byl postaven o více než 300 let později.
Rodný zámek v Chyši Angelika Lažanská poprvé navštívila v 60. letech 20. století a poté po sametové revoluci. Zámek byl po 40 letech socialistického hospodaření ve velmi špatném stavu, roku 1996 jej však koupil Vladimír Lažanský z jiné větve rodu a zrekonstruoval ho, včetně zámeckého parku a pivovaru. Angelika Cawdor Lažanská se svou sestrou Mechtildou (1935–2024) Chyši znovu navštívila v roce 2011 a přispěla na obnovu kříže, který zde v roce 1833 zřídila její prababička Terezie Lažanská.
Jelikož její otec Prokop neměl mužského potomka, žije v současnosti už jen rakouská větev rodu.